# Svea Township, Barnes County, North Dakota
Svea Township är en plats i Barnes County i North Dakota i USA. Invånarna uppgick år 2000, till 43 i antalet.

### Fotnoter
1. ↑  ”Profile of General Demographic Characteristics: 2000”. United States Census. 13 mars 2000. Arkiverad från originalet den 29 april 2012. https://web.archive.org/web/20120429125518/http://censtats.census.gov/data/ND/0603800377300.pdf. Läst 9 augusti 2013.